# (514107) Kaʻepaokaʻawela
(514107) Kaʻepaokaʻawela, désigné provisoirement 2015 BZ509, est un astéroïde d'environ 3 kilomètres de diamètre découvert par les télescopes Pan-STARRS en 2015. Il est co-orbital de Jupiter, mais il parcourt son orbite dans le sens rétrograde, qui est opposée à la direction de la plupart des autres corps du système solaire. Les deux corps sont ainsi considérés comme étant en résonance de moyen mouvement 1:-1 (le signe moins pour rétrograde). L'objet est inhabituel en ceci que c'est le premier exemple d'un astéroïde dans une résonance 1:-1 avec l'une des planètes.
Il a été découvert le 26 novembre 2014 à l'observatoire de Haleakala sur l'île de Maui, aux États-Unis.
Une recherche statistique des orbites stables conclut en 2018 que Kaʻepaokaʻawela est sur son orbite depuis la formation du Système solaire, et qu'il s'agit donc d'un astéroïde interstellaire capturé il y a 4,5 milliards d'années sur une orbite rétrograde autour du Soleil,,,, mais ce résultat est critiqué[réf. nécessaire].

## Origine du nom
Le nom hawaïen Kaʻepaokaʻāwela /kəˌʔɛpəˌokəʔaːˈvɛlə/ est composé de ka (« le »), epa (« délicat » ou « espiègle », se référant à son orbite contraire), o (« de »), et Kaʻāwela (« Jupiter »)
Le nom a été créé par A Hua He Inoa, un programme en langue hawaïenne dédié à nommer les objets découverts avec Pan-STARRS. Le nom soumis a été approuvé par l'Union astronomique internationale le 9 avril 2019. Avant d'être nommé Kaʻepaokaʻawela, il avait reçu la désignation provisoire 2015 BZ509, indiquant qu'il fut le 12 750e objet observé entre le 16 et le 31 janvier 2015. Le Centre des planètes mineures lui a ensuite attribué le numéro (514107) le 2 mars 2018 dans la MPC 109159.

## Orbite rétrograde synchrone

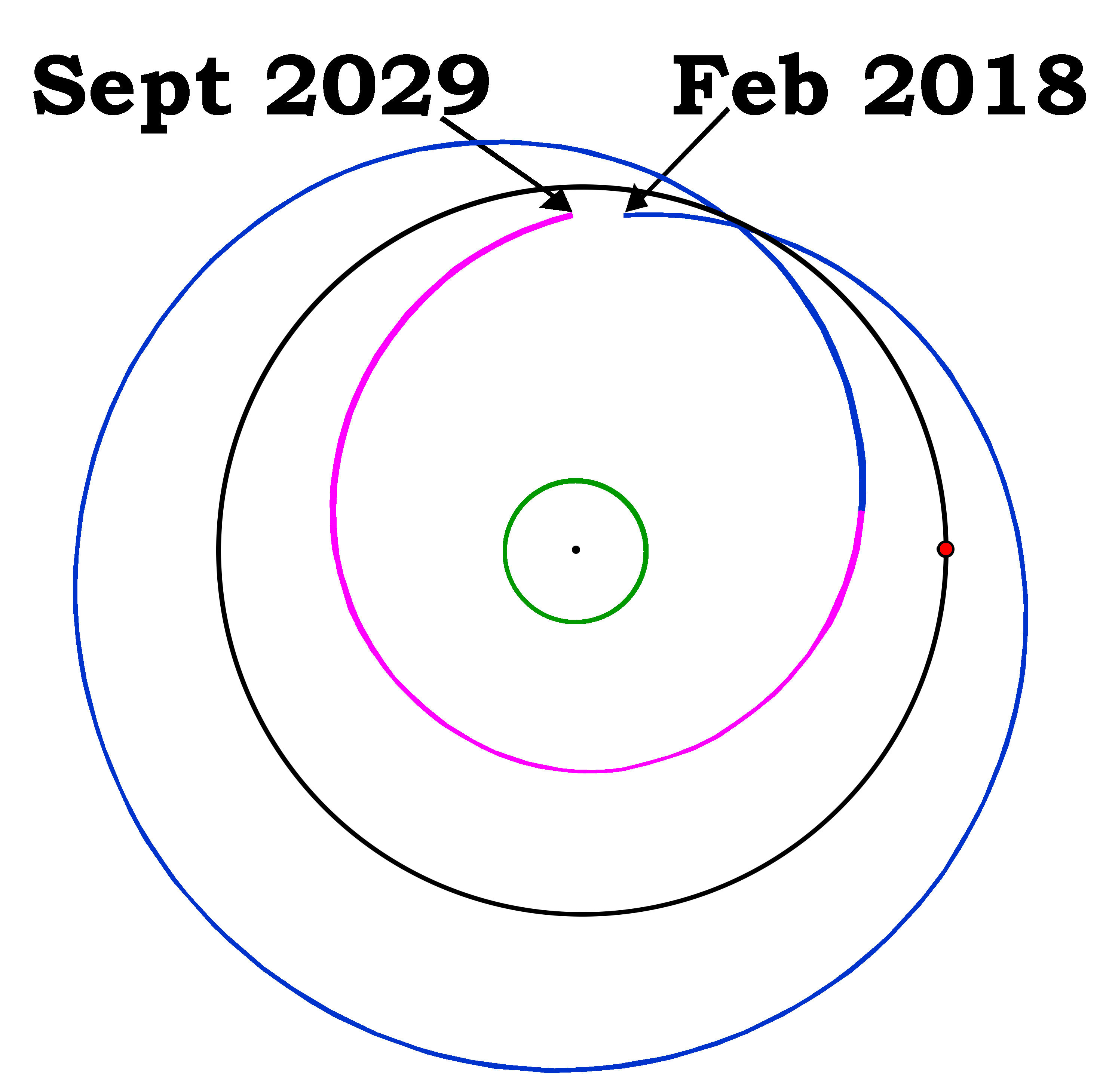
Diagramme orbital.

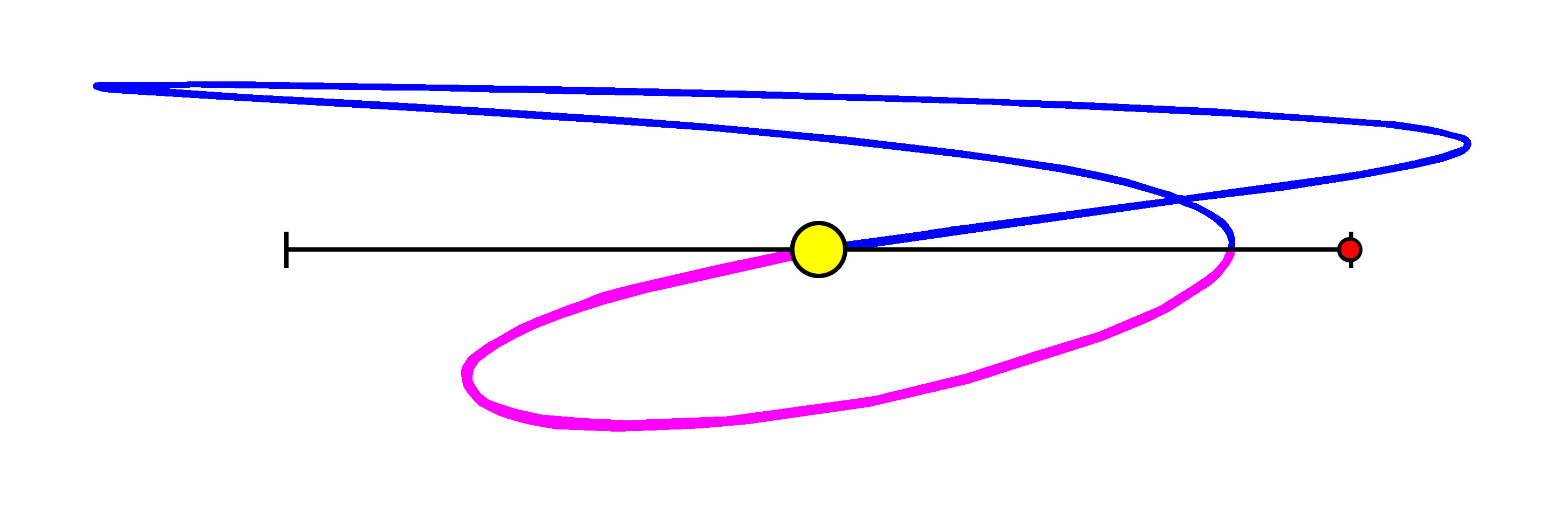
Vue latérale de l'orbite dans un référentiel lié à Jupiter.

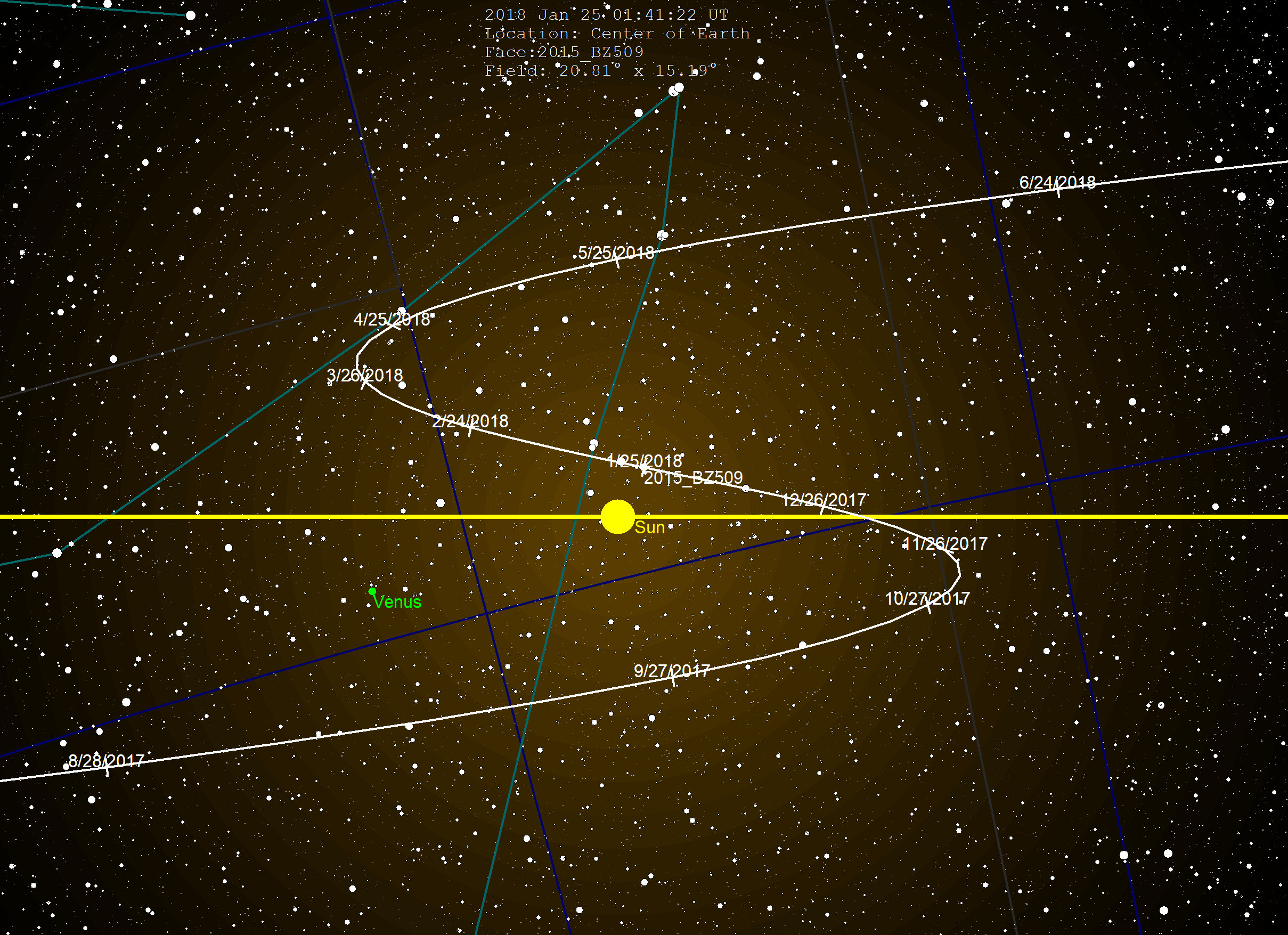
Kaʻepaokaʻawela montre un mouvement rétrograde apparent dans le ciel alors qu'il est de l'autre côté du Soleil, plutôt qu'en opposition avec le Soleil.

L'orbite de Kaʻepaokaʻawela autour du Soleil le porte à une distance de 3,2–7,1 UA, et avec une périodicité de 11 ans et 8 mois (4 256 jours ; semi-grand axe de 5,14 UA). Son orbite a une excentricité de 0,38 et une inclinaison de 163° par rapport à l'écliptique.
Sa période de 11,65 ans est très proche de la période de 11,86 ans de Jupiter. Pendant une année jovienne, Jupiter se déplace de 360° autour du Soleil tandis que Kaʻepaokaʻawela se déplace de 366.3° dans la direction opposée. L'excentricité de son orbite lui permet de passer alternativement à l'intérieur et à l'extérieur de l'orbite de Jupiter, à ses approches les plus proches de 176 millions de kilomètres.
Le premier diagramme ci-joint montre une orbite complète de l'astéroïde Kaʻepaokaʻawela, dans le système de coordonnées lié à Jupiter. La vue est depuis le nord vers le sud du système solaire. Le point au milieu est le Soleil, et le cercle vert est l'orbite de la Terre. Le cercle noir montre la taille de l'orbite de Jupiter mais dans ce cadre de référence, Jupiter (le point rouge) reste presque stationnaire. L'orbite de l'astéroïde est représentée en bleu quand il est au-dessus du plan de l'orbite de Jupiter, et en magenta lorsqu'il est en dessous du plan de l'orbite de Jupiter.
Le deuxième diagramme montre une orbite complète d'astéroïde Kaʻepaokaʻawela, dans un système de référence lié à Jupiter. La vue est de côté, par rapport au plan de l'écliptique. Le Soleil est le disque jaune au milieu. Le plan de l'orbite de Jupiter est représenté en noir, mais dans ce cadre de référence, Jupiter (le point rouge) reste à l'extrémité droite de la ligne noire. L'orbite de cet astéroïde est montrée en bleu quand elle est au-dessus (au nord) du plan de l'orbite de Jupiter, et elle est montrée en magenta quand elle est au-dessous (au sud du plan de l'orbite de Jupiter.

## Origine et stabilité de l'orbite
De toute évidence, le passage à proximité de Jupiter perturbe les éléments orbitaux.
Chaque fois qu'il passe près de Jupiter, ses éléments orbitaux, y compris sa période, sont légèrement modifiés. Sur le long terme, l'angle entre la position de l'astéroïde et de son périhélie moins l'angle entre Jupiter et le périhélie de l'astéroïde a tendance à osciller autour de zéro, avec une période d'environ 660 ans, et une amplitude d'environ 125°, bien que parfois cette différence « saute un tour » et glisse de 360°.
Cependant, les perturbations de Jupiter maintiennent la stabilité de cette orbite sur des millions d'années. Les simulations montrent qu'il est dans sa relation co-orbitale avec Jupiter depuis au moins un million d'années et continuera pendant au moins un autre million d'années.
Maria Helena M. Morais et Fathi Namouni ont montré en 2013, grâce à des travaux théoriques,,, qu'un astéroïde rétrograde peut coorbiter de façon stable avec une planète, c'est-à-dire avoir une orbite très voisine de celle d'une planète mais parcourue dans le sens contraire et néanmoins stable pendant des millions d'années.
En 2016, Paul Wiegert, Martin Connors (en) et Christian Veillet ont démontré que l'astéroïde Kaʻepaokaʻawela est dans ce cas.
Cependant, dans un article paru en mai 2018, Fathi Namouni et Maria Helena M. Morais annoncent avoir calculé l'orbite de Kaʻepaokaʻawela lors des 4,5 derniers milliards d'années grâce à la simulation numérique d'un million d'astéroïdes semblables. Ils montrent que, même en remontant jusqu'à la naissance du Système solaire, il y a 4,5 milliards d'années, cet objet aurait toujours eu une orbite rétrograde. Comme il est presque certain qu'à cette époque tous les astéroïdes (et les planètes) tournaient autour du Soleil dans le même sens, Kaʻepaokaʻawela a dû naître dans un système stellaire voisin avant d'être capturé par Jupiter,.
La conclusion de Fathi Namouni et Maria Helena M. Morais est néanmoins critiquée par divers autres auteurs. Scott Tremaine fait notamment remarquer que la probabilité d'une telle capture pourrait être extrêmement faible, rendant de ce fait le scénario proposé potentiellement peu probable. Konstantin Batyguine indique pour sa part qu'il est attendu que la planète 9, si elle existe bien, « contamine » le système solaire avec des objets sur des orbites rétrogrades.
Comment cet astéroïde (ou comète) est entré dans cette orbite de résonance est un mystère, mais on pense qu'à un certain moment dans le passé lointain, il a été placé sur une orbite ressemblant à son orbite actuelle par une interaction avec Saturne, puis son orbite a été perturbé dans l'état dans lequel il se trouve aujourd'hui. De même, dans un avenir lointain, il pourrait éventuellement se rapprocher suffisamment de Saturne pour être expulsé de sa relation co-orbitale actuelle avec Jupiter.
On[Qui ?] a longtemps[Quand ?] pensé que Kaʻepaokaʻawela pourrait être une comète de la famille de Halley (également rétrograde) qui serait entrée en résonance avec Jupiter à la suite d'une interaction avec Saturne, bien qu'aucune activité cométaire n'ait été détectée.